# Jamendo
Jamendo — музыкальная платформа и сообщество со следующими особенностями:
- до октября 2015 года музыка из каталога распространялась на условиях различных лицензий Creative Commons (ранее ещё и Free Art)
- аудиофайлы в формате MP3 (раньше создавались файлы и в формате Ogg/Vorbis; старые альбомы до сих пор доступны в нём, в виде архивов ZIP: http://www.jamendo.com/get/album/id/album/archiverestricted/redirect/НОМЕР_АЛЬБОМА/?are=ogg3 (недоступная+ссылка) )
- в режиме расширенного поиска можно искать музыку с учётом типа лицензии
- встроенная рекомендательная система
- теги и рецензии, позволяющие открывать новые музыкальные таланты
- добровольные пожертвования музыкантам и певцам посредством PayPal

- ранее альбомы можно было скачивать полностью с помощью BitTorrent и eDonkey

Изначально музыка на сайте была представлена под лицензией Creative Commons, либо Free Art. С октября 2015 года музыка более не доступна под лицензией Creative Commons, тем не менее музыкальные файлы в низком качестве можно бесплатно прослушивать.
В соответствии со статьёй о бизнес-модели Jamendo, используемые системой добровольные пожертвования являются первой серьёзной попыткой оплачивать труд певцов и музыкантов за счёт сайта с общедоступными файлами. В январе 2007 Jamendo реализовал модель, в которой часть доходов от рекламы шла авторам произведений. В то время как сайты наподобие YouTube всё ещё реализовали планы по обеспечению авторов части доходов от рекламы, компания Jamendo объявила, что авторы (певцы, музыканты) сохраняют за собой 50 % от рекламы и почти 100 % пожертвований от посетителей сайта Jamendo.
Сервер Jamendo находится в Люксембурге. Сначала интерфейс сайта был только на французском языке, но сейчас переведен на английский, итальянский, немецкий, испанский, польский и русский.
Название является контаминацией двух музыкальных слов: «jam» и «crescendo».
В апреле 2008 появился специальный интерфейс для поиска торрентов в MP3 и Ogg/Vorbis.[обновить данные]

## Упоминания в прессе
- http://blog.wired.com/music/2008/06/jamendo.html
- http://friday.vedomosti.ru/article.shtml?2008/08/22/13381 (недоступная+ссылка)
- https://web.archive.org/web/20120121152756/http://www.ixbt.com/news/all/index.shtml?10%2F58%2F20